# Paul Rosen
Pour les articles homonymes, voir Rosen.
Samuel Paul Rosen (1840 à Varsovie en Pologne - 1907 à Paris) est un ancien rabbin, imposteur et militant des milieux antimaçonniques qui joua un rôle d'inspirateur autour de Léo Taxil.

## Rosen et le milieu antimaçonnique
Il se marie en 1872. Connu aussi sous le nom de « Moïse Lid Nazareth » il est l'un des inspirateurs de Léo Taxil et de son célèbre canular antimaçonnique, selon lequel la Maçonnerie comploterait en secret pour le satanisme et la destruction du Christianisme. Il se présente comme converti au catholicisme romain (en 1866), quoique cette conversion soit douteuse. Son titre maçonnique de « Souverain grand inspecteur général du 33e degré maçonnique » semble avoir été fabriqué de toutes pièces et est pour le moins fortement sujet à caution. Le 14 janvier 1882, Paul Rosen passe un accord avec le chanoine Brettes dans lequel il prétend lui révéler les "secrets" de la franc-maçonnerie, selon la mode de l'antimaçonnisme de l'époque. C'est à ce moment qu'il quitte définitivement sa loge (ou pseudo-loge) et décide de collaborer avec l'ecclésiastique à la rédaction d'ouvrages controversés. 
Rosen accuse la maçonnerie de posséder une direction suprême à Berlin. Son but serait l'anarchie sociale et la destruction du catholicisme ainsi que la glorification de Satan.
Dans son ouvrage L'ennemie sociale, il prétend dresser l'histoire de la franc-maçonnerie de 1717 à 1890. Il indique avoir répondu, au travers de cet écrit, à une encyclique papale invitant à faire connaître cette organisation. Dans Satan et Compagnie, il invente un système d'interprétation totalement imaginaire des grades maçonniques. Ainsi, on peut y lire que le 1er degré signifie "l'exploitation vicieuse de la curiosité", et le 9e degré constitue "la guerre à la chasteté" ou le 33e degré (le plus élevé même si selon lui il existe un 34e degré caché) "la glorification de Satan".
On a écrit que Paul Rosen ne serait qu'un des nombreux noms de plume de Léo Taxil mais pour la majorité des commentateurs, Paul Rosen et Léo Taxil sont deux individus distincts. René Guénon rapporte qu'il avait l'habitude de porter une "houppelande" spéciale contenant des poches cachées, dont il se servait pour voler des livres dans des bibliothèques et pour se constituer à peu de frais sa propre bibliothèque. Guénon précise qu'à côté de cet aspect pittoresque du personnage, Paul Rosen avait une face réellement sinistre notamment pour le rôle qu'il a joué dans les campagnes anti-maçonniques et son importance dans l'entourage de Léo Taxil, à côté d'autres personnages suspects comme Louis Le Chartier. Son parcours s'apparente à celui de Jacob Brafmann qui a publié 20 ans avant lui. Paul Rosen a joué un rôle important dans la genèse de la théorie selon laquelle la franc-maçonnerie serait une organisation perverse sans cesse à la recherche de la domination mondiale, c'est-à-dire atteinte de travers que d'autres attribuent volontiers aux Juifs, aux Anglais, ou, plus récemment (et selon un modus operandi assez similaire à l'anti judéo-maçonnisme du début du XXe siècle) à l'Islam et aux musulmans.
Le Chartier crée, à la fin de sa vie, à Toulouse, un « institut d’étude cabalistique » qui, selon Marie France James  « semble avoir été fréquenté par Léo Taxil [...] Henri de Guillebert des Essars » (ce dernier habitait Bram, entre Toulouse et Carcassonne) et probablement aussi Paul Rosen, qui dut avoir une action assez importante dans ce « centre d'étude ». Henri de Guillebert des Essars fut pendant l'entre-deux-guerres le directeur de la Revue Internationale des Sociétés Secrètes (RISS), une revue anti judéo-maçonnique. Marie France James déclare qu’au lendemain de sa mort, tous les papiers de Le Chartier avaient disparu, hâtivement achetés par des inconnus. On peut retrouver un peu de son "enseignement" dans les différentes études (pseudo) cabalistiques parues dans la R.I.S.S. 
L’action de ces individus (Rosen, Taxil et Des Essars) a eu pour but de créer, entre ce qui restait de valable dans la franc-Maçonnerie de l’époque et l’Église catholique, un climat de suspicion puis de haine farouche qui finit par réduire à néant, ou à peu de chose, les tentatives de revivification de l’Église par la sève d’un ésotérisme encore sain. Louis Le Chartier est également le traducteur du chant pseudo hébraïco-maçonnique, le « Gennaith Menngog » sur la fabrication duquel Paul Rosen a dû avoir un rôle important. Les rituels de Le Chartier sont fortement teintés de magie sexuelle.[source insuffisante]

## Œuvres
- Maçonnerie pratique, volume I et II, publié anonymement
- Satan et Cie. Association universelle pour la destruction de l'ordre social. Révélations complètes et définitives de tous les secrets de la franc-maçonnerie, Paris: Bloud & Barral 1890.
- L’Ennemie sociale. Histoire documentée des faits et gestes de la Franc-Maçonnerie de 1717 à 1890 en France, en Belgique et en Italie. Paris: Bloud & Barral 1890. L'Ennemie sociale. Histoire documentée des faits et gestes de la Franc-Maçonnerie de 1717 à 1890, texte en ligne, préface d'Amand-Joseph Fava et d'un bref pontifical d'approbation du pape Léon XIII.